# Porto di Anibare
Il porto di Anibare è un porto marittimo sito nella baia di Anibare sull'isola-Stato di Nauru.

## Caratteristiche

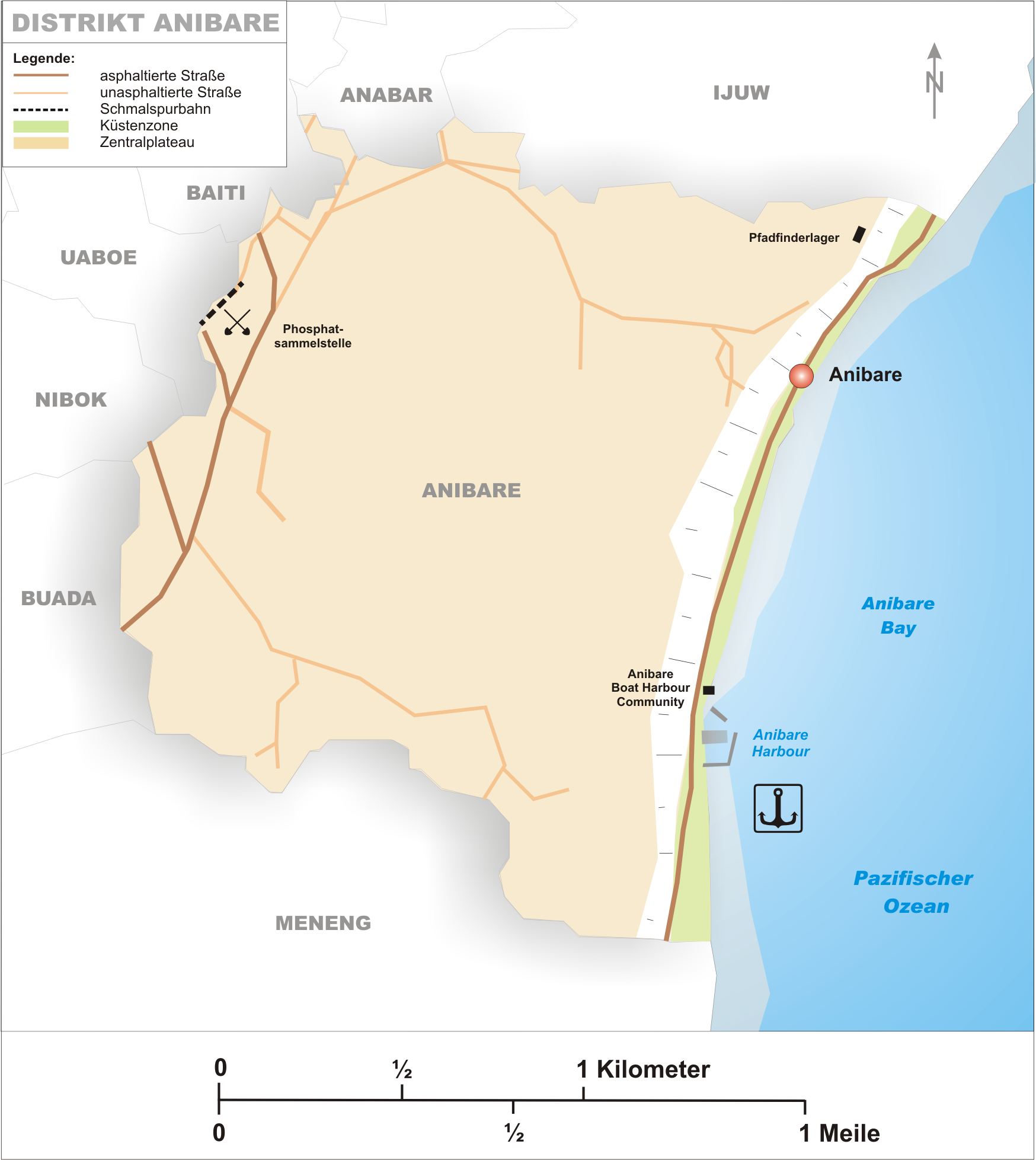
Carta del distretto di Anibare.

Il porto è sito nel distretto di Anibare, nel mezzo dell'omonima baia, non lontano dall'hotel Menen (principale struttura ricettiva dell'isola). Si compone di un bacino protetto da due frangiflutti, di una rampa per tirare in secca le barche, alcuni punti di ancoraggio e la sede della società di gestione, la Anibare Boat Harbour Community. Il suo impiego è perlopiù limitato all'approdo di pescherecci, ma può anche essere usato per i cargo qualora le condizioni meteo del vicino porto di Aiwo siano proibitive..

## Storia
Dal 1904, Nauru possedeva un solo porto marittimo, quello di Aiwo, che accoglieva i cargo trasportanti generi di prima necessità, le navi trasportanti il fosfato e i pescherecci, ma diventava spesso inservibile per il forte vento occidentale. Per mettere fine a questi disagi, si decise di costruire un secondo porto ad Anibare. Il luogo (già usato dai pescatori, che vi avevano pure costruito un molo per far sostare le loro barche) fu scelto in virtù della vicinanza alle zone di pesca, dell'erosione scarsa del litorale e della posizione riparata dai venti occidentali.
Con un finanziamento di 10 milioni di dollari australiani stanziati dal Giappone, il fondale circostante fu dragato, approfondito e protetto con dei frangiflutti; furono poi installate nuove infrastrutture d'ormeggio e logistiche. I lavori, partiti a febbraio 2000, si conclusero a settembre. Il proprietario è lo stato nauruano, che ne ha affidato la gestione in comodato alla Anibare Boat Harbour Community.